# Story of My Life
Story of My Life (englisch für Die Geschichte meines Lebens) ist ein englischsprachiger Popsong, der von der irischen Sängerin Lesley Roy interpretiert wurde. Sie schrieb ihn zusammen mit Robert Marvin, Catt Gravitt und Tom Shapiro. Mit dem Titel hätte sie Irland beim Eurovision Song Contest 2020 in Rotterdam vertreten sollen.

## Hintergrund und Produktion
Die irische Rundfunkanstalt Raidió Teilifís Éireann gab am 5. März 2020 bekannt, dass Lesley Roy ihr Land beim kommenden Eurovision Song Contest vertreten werde. Der Titel Story of My Life wurde von ihr selbst getextet, zusammen mit Robert Marvin, Catt Gravitt und Tom Shapiro. Die Komposition erarbeitete das Team zusätzlich mit Robert Marvin. Dieser produzierte es mit der Interpretin. Marvin war außerdem für die Abmischung zuständig.
Laut Roy habe Catt Grevitt die Titelzeile vorgeschlagen, welche der Ausgangspunkt gewesen sei. Ihr Team habe zuerst eine Ballade in Betracht gezogen, jedoch habe sich die Sängerin für einen Up-Tempo-Song ausgesprochen.

## Musik und Text
Die Interpretin wolle mit dem Lied eine universelle Botschaft zum Ausdruck bringen. Es könne jedermann angesprochen sein, der sich durch etwas heruntergezogen fühle. Letztlich gehe es darum, sich nicht über die eigenen Probleme zu beklagen, sondern darum, wieder aufzustehen und weiterzumachen.

“It is a song about owning who you are, and how we do not need to be put in boxes. I also did not want to make it sound moany or slow and miserable, but more of a celebration about our own stories.”

„Es ist ein Lied darüber, dass man es in der Hand hat, wer man ist und dass wir uns nicht in Schubladen stecken müssen. Ich wollte auch nicht, dass es mürrisch oder langsam und elend klingt, sondern wie eine Feier um unsere eigenen Geschichten.“

Der Text ist aus zwei Strophen aufgebaut, nach denen jeweils der Pre-Chorus und Refrain gespielt werden. Die erste Wiederholung des Refrains besteht aus vier Zeilen, die zweite und dritte Wiederholung ist doppelt so lang. Die vier Zeilen werden nicht zweimal gesungen, sondern in der zweiten Hälfte leicht verändert. Zum Schluss wird der Post-Chorus sowie ein einzeiliges Outro gesungen.

## Beim Eurovision Song Contest
Irland hätte im ersten Halbfinale des Eurovision Song Contest 2020 mit diesem Lied auftreten sollen. Aufgrund der fortschreitenden COVID-19-Pandemie wurde der Wettbewerb jedoch abgesagt. Die kreative Leitung sollte Phillip McMahon übernehmen.

## Rezeption
Laut Mick Heaney von der Irish Times sei Story of My Life anders als die Art von Popsongs, die Irland früher zum Eurovision Song Contest geschickt habe. Die Stimme von Roy sei euphorisch und der Refrain habe großes Ohrwurm-Potential. Allerdings zweifelt er, ob der irische Beitrag stark genug aus dem übrigen Teilnehmerfeld hervorstechen könne. Er sei aber der vielversprechendste irische Beitrag seit langem.
ESCXtra verglich den Song mit der Musik aus dem Jahrzehnt der 2000er. Der irische Titel sei wie zwei Tassen Katy Perry, die mit vier Löffeln Avril Lavigne vermengt wurden. Der Titel wecke Erinnerungen an die frühen Werke von Perry und P!nk. Eurovisionary bezweifelte, ob das Lied das Halbfinale beim ESC überstanden hätte, obwohl es gut für das Radio geeignet sei. Der deutsche Blog ESC Kompakt merkte an, der Song hätte „auch vor zehn Jahren beim ESC teilnehmen können und wäre ebenso wenig aufgefallen wie heute“. Das Lied könne „zeitlich zwischen 2000 und 2018 überall verortet werden“. Story of My Life sei nicht originell, aber wirkungsvoll.

## Veröffentlichung
Während das Musikvideo am 5. März erstmals gezeigt wurde, erschien die zugehörige Single am 13. März 2020. Das Video wurde unter der Regie von Kate Dolan gedreht. Laut der Sängerin sei es sehr durch die LGBT-Szene beeinflusst worden. Dolan habe mit der Produzentin Karen Twomey Leute ausgesucht, die tatsächlich die Rollen leben, die sie im Musikvideo spielen und nicht nur hierfür gecastet wurden. Roy sagte, das Video drücke genau aus, was sie mit dem Song habe einfangen wollen.